# Nu (Charis, Santa Monica)
Nu (Charis, Santa Monica) é uma foto em preto e branco tirada por Edward Weston em 1936. Ele mostra uma mulher aparentemente nua com os braços em volta das pernas enquanto ela se senta em um cobertor sob a luz do sol forte contra uma porta escura. O equilíbrio dinâmico do claro e do escuro acentua as curvas e ângulos do corpo da mulher; ao mesmo tempo, seu rosto e todos os sinais de sua área púbica, exceto o mais leve, ficam ocultos da vista, exigindo que o observador se concentre em seus braços, pernas, pés e mãos. É uma imagem de um nu que se concentra apenas nas formas do corpo e não na sexualidade. A modelo era sua musa e assistente, Charis Wilson, com quem se casou um ano depois.

## Fazendo a foto
Os anos da Grande Depressão no começo dos anos 1930 foram duros para Weston, que, apesar de sua relativa fama, lutou para sobreviver. No começo de 1935, ele fechou seu estúdio em Glendale e mudou-se para uma casa com seus três filhos Brett, Cole e Neil em 446 Mesa Road em Santa Monica, Califórnia. A casa era um bangalô modesto de dois quartos, sem muito espaço pessoal para os quatro. Mesmo assim, no fim daquele ano, ele convidou Wilson para se juntar a ele, e ela logo se mudou. Todos os cinco conseguiram viver no mesmo espaço por vários anos.
Weston e Wilson reivindicaram o quarto principal, que incluía um grande deck voltado para o oeste para o oceano e o sol. Foi lá que ele fotografou Wilson, que posou sobre um cobertor de lã porque a superfície do deck pintada de prata sob o sol estava quente demais contra sua pele nua.